# 沙吞路

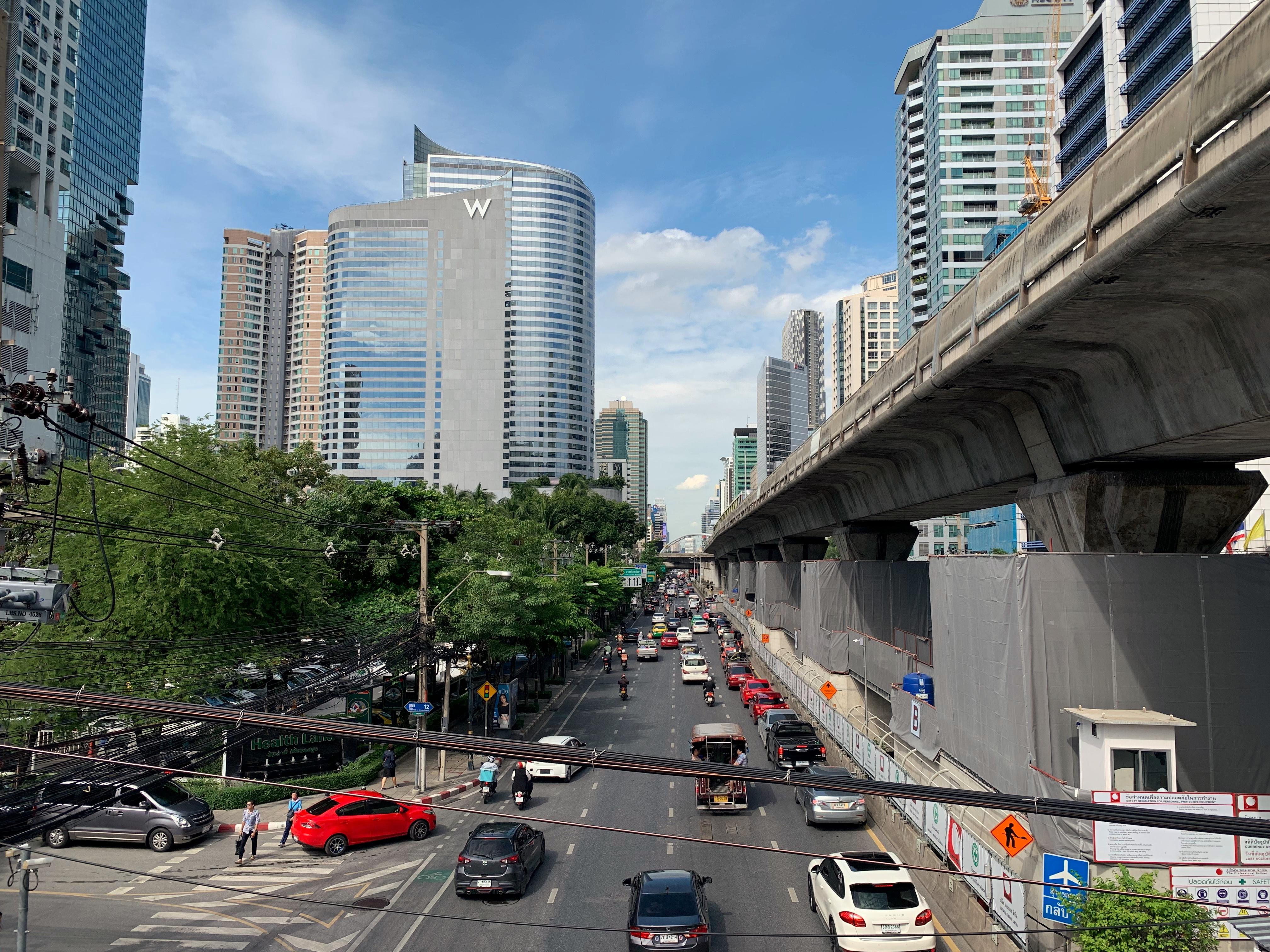
沙吞南路

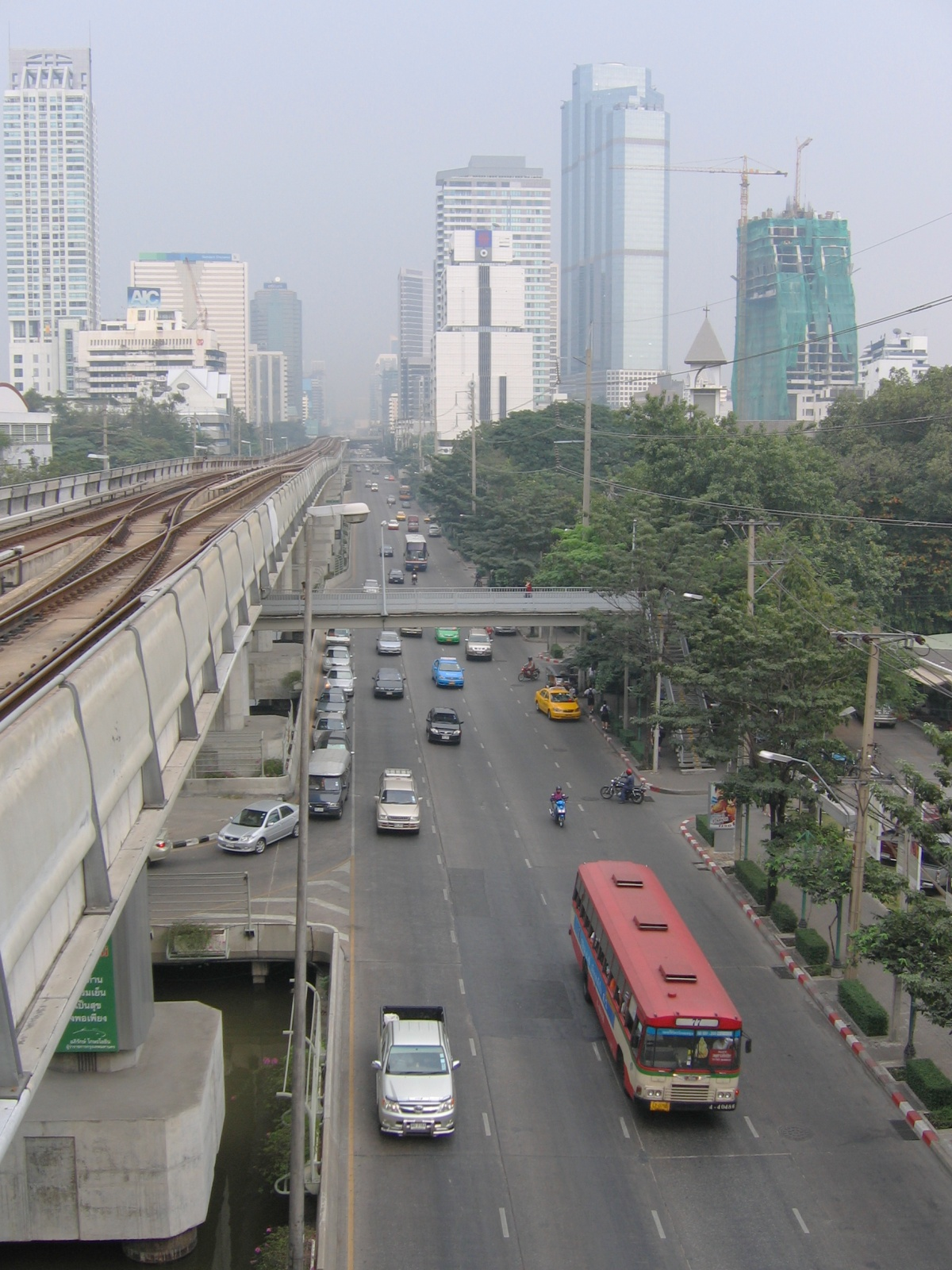
沙吞南路

沙吞路是位於泰國首都曼谷的主要街道，透過鄭皇橋連通吞武里縣及拍那空县兩岸，成為重要的運輸網路。
沙吞路兩旁高樓大廈及企業辦事處林立，尤其與銀行及金融業有關。盤谷銀行及暹羅商業銀行的總部皆在此路上。
它由挽叻縣的「沙吞北路」及沙吞县的「沙吞南路」所組成，以「沙吞運河」分隔。南端的終點為鄭皇橋，跨越湄南河。
曼谷集體運輸系統亦沿著它興建，其中「素拉剎車站」及「鄭皇橋車站」設在此路上。高架電車的延伸至湄南河對岸的路段在2009年完成。它與「那拉提哇拉差那卡林路」的交界是一個新的商業區，布滿了辦公大樓。
13°43′17″N 100°31′35″E / 13.721298°N 100.526419°E